# Lillådalen
Lillådalen är ett naturreservat i Älvdalens kommun i Dalarnas län.
Området är naturskyddat sedan 2002 och är 2 212 hektar stort. Reservatet består av myrmark som inramas av talltorrakor och gammelskog. På högre höjder finns fjällbjörkskogar och björkblandad barrskog med främst tall.